# 피코빌린
피코빌린(영어: phycobilin)은 남세균과 홍조류, 회청조식물, 일부 은편모조류의 엽록체에서 발견되는(녹조류와 식물에서는 발견되지 않음) 빛을 포착하는 빌린이다. 피코빌린이라는 용어는 "조류(alga)"를 의미하는 그리스어 "φύκος (phykos)"와 "쓸개즙(bile)"을 의미하는 라틴어 "bilis"로부터 유래하였다. 피코빌린 분자의 대부분은 색상을 지정하는 발색단으로 구성된다. 이는 피코빌리단백질로 알려진 특정 수용성 단백질에 결합된다는 점에서 광합성 색소 중에서 독특하다. 피코빌리단백질은 빛 에너지를 광합성에 사용하기 위해 엽록소로 전달한다.
피코빌린은 엽록소 a에 의해 잘 흡수되지 않는 파장인 빨간색, 주황색, 노란색 및 녹색 파장의 빛을 흡수하는 데 특히 효율적이다. 얕은 물에서 서식하는 생물은 황색광/적색광을 포착할 수 있는 피코빌린을 포함하는 경향이 있는 반면, 더 깊은 물에서 서식하는 생물은 녹색광을 포착할 수 있는 피코빌린을 더 많이 포함하며 상대적으로 더 풍부하다.
피코빌린은 특정 파장에서 형광을 발하기 때문에 연구에서 화학적 태그로 종종 사용된다(예: 면역형광법이라는 기술에서 피코빌리단백질을 항체에 결함시킴).

## 유형
피코빌린에는 다음과 같이 4가지 유형이 있다.
1. 피코에리트로빌린: 붉은색을 띤다.
2. 피코유로빌린: 주황색을 띤다.
3. 피코비올로빌린(피코빌리비올린이라고도 함): 피코에리트로사이아닌에서 발견됨.
4. 피코사이아노빌린(피코빌리베르딘이라고도 함): 파란색을 띤다.

이들은 특정 분광학적 특성을 부여하기 위해 피코빌리단백질에 부착된 다양한 조합으로 발견될 수 있다.

## 다른 분자와의 구조적 관계
피코빌린은 화학적 용어로 4개의 피롤 고리(테트라피롤)의 열린 사슬로 구성되며 이름에서 설명되어 있듯이 쓸개즙의 색소인 빌리루빈과 구조적으로 유사하다. 빌리루빈의 입체구조는 또한 빛의 영향을 받으며, 이는 황달이 있는 신생아의 광선 치료에 사용된다. 피코빌린은 또한 4개의 피롤의 열린 사슬로 구성된 빛을 감지하는 식물 색소 피토크롬의 발색단과 밀접하게 관련되어 있다. 엽록소도 4개의 피롤로 구성되어 있는데 피롤은 고리 모양으로 배열되어 있고 그 중심에 금속 원자가 들어 있다.

## 같이 보기
- 피코빌리단백질
- 보조 색소
- 엽록소

## 참고 문헌
- O'Carra P; Murphy RF; Killilea SD (May 1980). “The native forms of the phycobilin chromophores of algal biliproteins. A clarification”. 《Biochem. J.》 187 (2): 303–9. doi:10.1042/bj1870303. PMC 1161794. PMID 7396851.